# 百鳥朝凰 (電影)
《百鳥朝凰》（英語：Broadway Melody of 1936）是米高梅於1935年發行的音樂電影。本片是1929年上映票房大卖的《红伶秘史》的續作，不过除了片名和一些音樂之外，两部电影沒有任何故事聯繫。
這部電影由哈里·W·康、摩斯·哈特、傑克·麥高恩和席德·西爾弗斯編劇，羅伊·德爾·魯斯執導，杰克·本尼、埃莉诺·鲍威尔、罗伯特·泰勒、朱·奈特、法蘭西絲·藍福、席德·西爾弗斯、巴迪·艾布森和維爾瑪·艾布森（首次亮相）主演，获奥斯卡最佳影片奖提名。

## 剧情
艾琳·福斯特（埃莉诺·鲍威尔飾）试图说服她的高中恋人、百老匯製片人罗伯特·戈登（罗伯特·泰勒飾）给她一个机会，让她出演他的新音乐剧，但他正忙於应付那位赞助他的富有寡婦（朱·奈特飾）。艾琳试图向戈登证明自己有成功的天赋，但戈登却不录用她。当她开始冒充一位法国舞者时，事情变得复杂起来：这位舞者其实是一位八卦专栏作家（杰克·本尼飾，影射沃爾特·溫切爾）虚构出来的。

## 荣誉
本片獲得第8届奥斯卡金像奖三項提名：最佳影片、最佳編劇（原創故事）和最佳舞蹈指导，獲得最後一項。由於這部電影是系列中的第二部（虽然不是直接延續），因此可以被視為第一部獲得最佳影片提名的「續集」。
這部電影被美国电影学会列入以下名單：
- 2004年：AFI百年百大电影歌曲：
  - "You Are My Lucky Star" – 提名[4]

## 票房
根據米高梅的記錄，該片在美國和加拿大的票房收入為1,655,000美元，在其他地區的收入為1,216,000美元，利潤為691,000美元。